# Триніті-Сентер (Каліфорнія)
Триніті-Сентер (англ. Trinity Center) — переписна місцевість (CDP) в США, в окрузі Триніті штату Каліфорнія. Населення — 198 осіб (2020).

## Географія
Триніті-Сентер розташоване за координатами 40°59′3″ пн. ш. 122°42′30″ зх. д. / 40.98417° пн. ш. 122.70833° зх. д. (40.984064, -122.708324).  За даними Бюро перепису населення США в 2010 році переписна місцевість мала площу 13,55 км², уся площа — суходіл.

## Демографія
Згідно з переписом 2010 року, у переписній місцевості мешкало 267 осіб у 137 домогосподарствах у складі 90 родин. Густота населення становила 20 осіб/км².  Було 327 помешкань (24/км²).
Расовий склад населення:
| - 93,3 % — білих - 2,6 % — корінних американців - 1,1 % — вихідців з тихоокеанських островів - 0,4 % — азіатів |

До двох чи більше рас належало 1,9 %. Частка іспаномовних становила 4,1 % від усіх жителів.
За віковим діапазоном населення розподілялося таким чином: 9,0 % — особи молодші 18 років, 50,2 % — особи у віці 18—64 років, 40,8 % — особи у віці 65 років та старші. Медіана віку мешканця становила 62,0 року. На 100 осіб жіночої статі у переписній місцевості припадало 97,8 чоловіків;  на 100 жінок у віці від 18 років та старших — 94,4 чоловіків також старших 18 років.
Середній дохід на одне домашнє господарство  становив 45 707 доларів США (медіана — 27 212), а середній дохід на одну сім'ю — 42 809 доларів (медіана — 27 143). За межею бідності перебувало 17,1 % осіб, у тому числі 100,0 % дітей у віці до 18 років та 8,8 % осіб у віці 65 років та старших.
Цивільне працевлаштоване населення становило 25 осіб. Основні галузі зайнятості: роздрібна торгівля — 32,0 %, освіта, охорона здоров'я та соціальна допомога — 32,0 %, будівництво — 12,0 %.